# Vošče
Vošče – wieś w Słowenii, w gminie Radovljica. W 2018 roku liczyła 53 mieszkańców.